# Wetgate
Wetgate (sinngemäß: „Nasser Durchgang“) ist eine Technik zur Restaurierung von Filmen, praktiziert von Kopierwerken. Ein Wetgate kann sowohl in Kopiermaschinen als auch in Filmabtastern zum Einsatz kommen.

## Hintergrund
Filmmaterial verschleißt durch Benutzung, d. h. bei jedem Durchlauf durch einen Projektor. Dieser Verschleiß umfasst einerseits die chemische Alterung durch das Licht des Projektors, das zu Farbveränderungen durch ungleichmäßiges Verblassen der Farbstoffe bei Farbmaterial führt, andererseits mechanische Schäden durch Kratzer infolge vielfachen Abspielens. Bei der Restaurierung werden Filme auf neues Filmmaterial kopiert oder abgetastet, wobei die genannten Schäden ausgeglichen werden. Das Wetgate-Verfahren reduziert dabei Kratzer.

## Prinzip
Beim Kopieren wird der Film von Licht durchstrahlt. Dabei befindet sich der Filmstreifen zwischen zwei Glasplatten mit zwei (einige Zehntelmillimeter dicken) Luftschichten zwischen dem Filmstreifen und den Glasplatten. Kratzer stellen eine Änderung der Dicke dieser Luftschicht und somit eine Änderung der Transmission von Licht dar, die bei normaler (trockener) Projektion sichtbar wird. Bei Wetgate-Projektion(-Kopierung) wird der Spalt zwischen Filmstreifen und Glasplatten mit einer Flüssigkeit gefüllt, die annähernd den Brechungsindex des Filmmaterials aufweist, meist Tetrachlorethen. Kratzer auf der Blankseite (Träger) werden dadurch praktisch unsichtbar; auf der Schichtseite nur so weit, wie die Schicht nicht verletzt ist – es bleibt bei tieferen Verletzungen der Schicht eine weiße (Positiv), schwarze (Negativ) oder farbige (Farbmaterial) Schramme sichtbar.

## Funktionsweise
Wetgate-Maschinen besitzen eine (meist austauschbare) Filmbühne mit Zu- und Ablauf für die Kopierflüssigkeit, sowie Absauganschlüssen. Die Kopierflüssigkeit selbst greift zwar das Filmmaterial nicht an, Reste können sich aber im Lauf der Zeit zu teils aggressiven Verbindungen zersetzen, deshalb muss das Filmmaterial nach dem Kopieren möglichst gut getrocknet werden. Das geschieht zunächst durch Vakuumabsaugung der Flüssigkeitsreste, die eigentliche Trocknung dann meist durch über den Filmstreifen geleitete Warmluft. Da die üblichen Kopierflüssigkeiten giftig und meist auch karzinogen sind, sind diverse Hilfseinrichtungen für die Absaugung der Dämpfe und deren Rückgewinnung durch Kühlungskondensation, sowie die Reinigung der Abluft durch Aktivkohlefilter erforderlich. Die Firma ARRI verwendet für das Wetgate in ihrem Abtaster ARRIScan eine spezielle, relativ harmlose Flüssigkeit, die diese Zusatzmaßnahmen überflüssig macht.
Da trotz vorheriger Reinigung der Filme beim Kopieren restliche Schmutzpartikel oder Splitter der fotografischen Schicht in die Kopierflüssigkeit gelangen können, muss die Flüssigkeit vor dem erneuten Zulauf zum Wetgate durch einen oder mehrere Filter gereinigt werden